# 鸽子塘水库
39°13′20″N 121°48′54″E / 39.2221949°N 121.8149793°E
鸽子塘水库是中国辽宁省大连市金州区境内的一座水库，位于三十里铺河上，背靠燕山，南鄰渤海。交通便利，距京沈高速5公里。建于1958年。水库正常库容为800万立方米，集雨面积为53平方千米，海拔为24米。